# Rukometna reprezentacija ZND-a
Rukometna reprezentacija ZND-a se okupilo samo za jednu prigodu, za Olimpijske igre 1992. u Barceloni.
Osvojili su zlatno odličje, odnosno postali su olimpijskim prvacima.

## Postava na OI 1992.
Rezultati na OI 1992.:

Najviše postignutih pogodaka za reprezentaciju: